# Lapparvträsket (Lycksele socken, Lappland, 716871-164331)
Lapparvträsket är en sjö i Lycksele kommun i Lappland och ingår i Umeälvens huvudavrinningsområde.